# Wil Houwers
Wil Houwers (5 november 1941) is een voormalig Nederlandse voetballer die doorgaans speelde als linksbinnen of linksbuiten.

## Loopbaan
Wil Houwers speelde samen met zijn tweelingbroer Chris in de jeugd van Limburgia. Daar debuteerde hij in het seizoen 1959/60 in het eerste elftal. In 1962 maakten beide broers de overstap naar MVV. Na vier jaar vertrok Wil Houwers bij gebrek aan perspectief op speeltijd naar amateurclub RFC Roermond. Daar speelde hij zich opnieuw in de kijker en tekende in 1968 een profcontract bij FC VVV. Daar bleven zijn optredens echter beperkt tot het tweede elftal en een jaar later verliet hij de Venlose tweededivisionist alweer. Houwers kwam daarna nog uit voor de amateurs van EMS, KSV Horn en KSV Swift.

## Profstatistieken
| Seizoen | Club      | Competitie       | Competitie | Competitie | Beker | Beker | Overig | Overig | Totaal | Totaal |
| Seizoen | Club      | Competitie       | Wed.       | Dlp.       | Wed.  | Dlp.  | Wed.   | Dlp.   | Wed.   | Dlp.   |
| ------- | --------- | ---------------- | ---------- | ---------- | ----- | ----- | ------ | ------ | ------ | ------ |
| 1959/60 | Limburgia | Eerste divisie B | 2          | 0          | —     | —     | —      | —      | 2      | 0      |
| 1960/61 | Limburgia | Eerste divisie A | 6          | 0          | ?     | 4     | —      | —      | ?      | 4      |
| 1961/62 | Limburgia | Eerste divisie B | 0          | 0          | ?     | 0     | —      | —      | ?      | 0      |
| 1962/63 | MVV       | Eredivisie       | 4          | 0          | ?     | 0     | —      | —      | ?      | 0      |
| 1963/64 | MVV       | Eredivisie       | 8          | 2          | ?     | 0     | —      | —      | ?      | 2      |
| 1964/65 | MVV       | Eredivisie       | 3          | 0          | ?     | 0     | —      | —      | ?      | 0      |
| 1965/66 | MVV       | Eredivisie       | 0          | 0          | ?     | 0     | —      | —      | ?      | 0      |
| 1968/69 | FC VVV    | Tweede divisie   | 0          | 0          | 0     | 0     | —      | —      | 0      | 0      |
| Totaal  | Totaal    | Totaal           | 23         | 2          | ?     | 4     | 8      | 0      | ??     | 6      |